# Parodiando
Parodiando fue un programa de televisión mexicano emitido por el Canal de las Estrellas, creado por Santiago Galindo y Rubén Galindo para la cadena Televisa conducido por Héctor Sandarti. 
El formato reunía a hombres y mujeres de todas las edades con la capacidad de imitar a cantantes, artistas, deportistas, conductores o cualquier famoso nacional o internacional. A lo largo de esta competencia, los participantes se enfrentaban para demostrar quién era el mejor parodiador. Todos los participantes ponían a prueba sus capacidades histriónicas y tenían que superar diferentes retos para seguir adelante en la competencia. 
La primera temporada del programa se estrenó el domingo 15 de enero de 2012 y obtuvo 26.0 puntos de rating. La temporada finalizó después de 11 capítulos el día 25 de marzo del mismo año y obtuvo 23.9 puntos de rating.
La segunda temporada se estrenó el domingo 14 de abril de 2013 y finalizó el 21 de julio del mismo año.
La tercera temporada denominaba "Parodiando, Noches de traje" se estrenó el domingo 6 de septiembre de 2015 y finalizó el 13 de diciembre del mismo año (antes de la final de la Liga BBVA Bancomer UNAM vs Tigres).

## Formato

### El reclutamiento
En la competencia semanal, se enfrentan 58 participantes; los participantes conformarían 2 equipos que serán encabezados por dos imitadores profesionales conocidos en otras series, Los Capitanes: Angélica Vale (1-2.ª temp.), Pierre Ángelo (1.ª temp.) y Julio Sabala (2.ª temp). En esta primera etapa, se enfrentarán en duelos con una imitación, luchando por conservar su lugar. 
Después de cada duelo, la Audiencia, asistente al foro, tendrá la opción de ayudar a los Capitanes a tomar su decisión por medio de un voto emitido electrónicamente, pero la decisión final es de los Capitanes de cada equipo.

### Etapa 2: El repechaje
En la segunda etapa, cada capitán podrá rescatar a uno o más participantes que fueron eliminados por su contrincante e integrarlo a su equipo. 

### Etapa 3: Guerra de equipos
En la tercera etapa del programa de televisión "Parodiando", los participantes eliminados durante la Etapa 1 tendrán una nueva oportunidad de integrarse a alguno de los Equipos a través del Repechaje. Esta fase constará de 7 duelos: 4 para el primer equipo, conocido como el equipo de Angélica, y 3 para el segundo equipo, representado por Pierre en la primera temporada y Julio en la segunda temporada. Como resultado de estos enfrentamientos, los Equipos se conformarán con un total de 18 participantes cada uno.
En esta etapa del programa, comienzan Los Enfrentamientos, en los cuales el primer equipo se enfrentará al segundo equipo en diversos duelos. Durante estos enfrentamientos, los Equipos competirán en duelos donde se determinará un ganador y un perdedor. La decisión sobre quién gana y quién pierde será tomada por Los Críticos, que actúan como jurado del programa. Cada vez que un equipo gane un duelo, obtendrá un punto.
Al finalizar el programa, el Equipo que acumule menos puntos tendrá que enfrentar la eliminación. La decisión sobre qué participante debe ser eliminado recae exclusivamente en Los Críticos. Semanalmente, los integrantes restantes de cada Equipo se enfrentarán en duelos para mantener su lugar en los Equipos y avanzar en la competencia de "Parodiando".

### Equipos Parodiando 2015
Israel Jaitovich - Acompañado por Lalo "Eduardo Manzano" - antes Edson Zúñiga "El Norteño"
Mauricio Castillo - Acompañado de Jesús Guzmán
Facundo Gómez - Acompañado de Luisito Rey (Youtuber).

## Presentador, coaches y finalistas
– Capitán Ganador/Concursante. El ganador está en negrita.
     – Capitán en Segundo Lugar.
| Temporada | Capitanes | Capitanes |
| Temporada | Angélica Vale | Pierre Angelo |
| --------- | --- | --- |
| 1         | Roy Ramos Jaime "Joya" Varela Manuel Vásquez Guillermo Bernal Héctor Díaz Armando Fuentes Claudia Sánchez Eduardo Arroyo Armando Hernández Rafael Salinas Julio Sánchez Nora Del Mar Carlos Espinoza Josselyn Borráz Marco Vinicio Isaac Millán Yessica Rosales Omar Torresdey                                   | Pavel ArámbulaErnesto "Magos" Martínez José Antonio Mejía Ricardo Bonilla José Antonio Piña Juan Carlos Alonso Alexander Baez Paul Olachea Jennifer García Rodolfo Ortíz Roberto Rivas Tania Soto Celedonio Núñez José Borráz Georgina Medina Pierre David Luis Franco Gonzalo Zazueta           |
|           | Angélica Vale | Julio Sabala |
| 2         | Carlos Bardelli Cristopher Alegh Escobedo Marisol Vázquez Celedonio Núñez Roy Ramos Yessica Rosales Miguel Ángel Durán José Antonio "Tony" Mejía Naomi Moreno David Vázquez Rebeca Maiellano Lorena Rodríguez Jaime "Joya" Varela Héctor "Kino" Díaz Pilar Guzmán José Márquez Roberto del Llano Josué Capetillo | José Antonio "Tony" Luna Karla Delfin Pavel Arámbula Carlos Donald Pierre Sansores Gonzalo Zazueta Axel Mares Hugo Zarco Luis Martínez Juan Carlos Alonso Elvis Luis Sánchez Leonor Vargas Ernesto "Magos" Martínez Julio César Vega Nabor Rafael Pepe Caravelli Martha Menéndez Ramsés Valencia |

## Jurado y Capitanes
| Lupita D'Alessio | Cantante.                                    | Sí | No | No |
| Juan José Origel | Periodista de espectáculos.                  | Sí | Sí | No |
| Carmen Salinas   | Actriz e imitadora.                          | Sí | Sí | No |
| Gilberto Gless   | Imitador profesional, compositor y cantante. | Sí | Sí | Sí |
| Amanda Miguel    | Cantante.                                    | No | Sí | Sí |
| Adrián Uribe     | Actor y comediante.                          | No | No | Sí |
| Julio Sabala     | Imitador profesional.                        | No | Sí | Sí |
| César Bono       | Actor y comediante.                          | No | No | Sí |

| Angélica Vale     | Actriz, cantante e imitadora      | Sí | Sí | No |
| Pierre Angelo     | Comediante                        | Sí | No | No |
| Julio Sabala      | Imitador profesional              | No | Sí | No |
| Mauricio Castillo | Comediante, actor y escritor      | Sí | Sí | Sí |
| Israel Jaitovich  | Comediante, actor y conductor     | No | Sí | Sí |
| Samia             | Comediante, imitadora y cantante  | Sí | Sí | No |
| Facundo Gómez     | Conductor, productor y comediante | No | No | Sí |

## Resumen
| Temp. | Inicio                  | Fin                     | Ganador                       | Finalistas                                                                 | Capitán ganador | Presentador                   | Capitanes                                        |
| ----- | ----------------------- | ----------------------- | ----------------------------- | -------------------------------------------------------------------------- | --------------- | ----------------------------- | ------------------------------------------------ |
| 1     | 15 de enero de 2012     | 25 de marzo de 2012     | Roy Ramos Luis Miguel         | Ernesto Magos Pavel Arámbula Marco Vinicio Yessica Rosales                 | Angélica Vale   | Héctor Sandarti               | Angélica Vale Pierre Angelo                      |
| 2     | 14 de abril de 2013     | 21 de julio de 2013     | Carlos Bardelli Pedro Infante | Gonzalo Zazueta Pepe Caravelli Carlos Donald David Vázquez                 | Angélica Vale   | Héctor Sandarti               | Angélica Vale Julio Sabala                       |
| 3     | 6 de septiembre de 2015 | 13 de diciembre de 2015 | Pavel Arámbula Thalía         | Axel Mares Alfredo Dominguez Francisco Castro Yessica Rosales Pierre David | Facundo Gómez   | Hector Sandarti Cynthia Urias | Facundo Gómez Israel Jaitovich Mauricio Castillo |

## Primera temporada (2012)
- 15 de enero de 2012 - 25 de marzo de 2012

### Capitanes
Cada participante se encuentra en un equipo capitaneado por dos reconocidas figuras de televisión. Estas personas son las siguientes:
| Jurado        | Profesión                                                                 |
| ------------- | ------------------------------------------------------------------------- |
| Angélica Vale | Actriz, comediante, escritora, cantante e imitadora.                      |
| Pierre Angelo | Comediante, actor e imitador con más de 25 años de trayectoria artística. |

### Críticos
Las actuaciones de los participantes son valoradas por un jurado profesional compuesto habitualmente de cuatro personas, que a veces se ve reforzado por los invitados del programa. Los componentes del jurado o críticos son:
| Jurado           | Profesión                                                     |
| ---------------- | ------------------------------------------------------------- |
| Gilberto Gless   | Imitador profesional, compositor y cantante.                  |
| Lupita D'Alessio | Cantante y actriz.                                            |
| Juan José Origel | Conductor, periodista y apasionado del mundo del espectáculo. |
| Carmen Salinas   | Actriz e imitadora.                                           |

### Directores de escena
Las actuaciones de los participantes son preparados por director profesionales que los ayudan para salir a escena. Estos directores son los siguientes:
| Jurado            | Profesión                                              |
| ----------------- | ------------------------------------------------------ |
| Samia             | Imitador profesional, compositor y excelente cantante. |
| Mauricio Castillo | Actor, escritor, cómico, productor y locutor.          |

### Estadísticas semanales
| – Ganador. – Finalista Eliminado. Sí – El participante es elegido para ser parte del programa. No – El participante no es elegido para ser parte del programa. – El participante gana su batalla y continúa en el programa. | – El participante pierde su batalla y queda eliminado. – El participante gana el duelo de muerte súbita y pasa a la gran final. – El participante pierde el duelo de muerte súbita y no pasa a la gran final. |

| Participante       | Casting | Casting | Casting | Casting   | Guerra de Equipos | Muerte Súbita | Gran Final |
| Participante       | 1       | 2       | 3       | Repechaje | 4                 | 5             | 6          |
| ------------------ | ------- | ------- | ------- | --------- | ----------------- | ------------- | ---------- |
| Roy Ramos          |         |         | Sí      | Sí        |                   |               | Ganador    |
| Marco Vinicio      | Sí      |         |         |           |                   |               | Eliminado  |
| Ernesto Magos      |         | No      |         | Sí        |                   |               | Eliminado  |
| Pavel Arámbula     |         |         | Sí      |           |                   |               | Eliminado  |
| Yessica Rosales    | Sí      |         |         |           |                   |               | Eliminada  |
| Jaime Joya         |         | Sí      |         |           |                   |               |            |
| Guillermo Bernal   |         |         | No      | Sí        |                   |               |            |
| Héctor Díaz        |         |         | Sí      |           |                   |               |            |
| Nora Del Mar       |         | Sí      |         |           |                   |               |            |
| Carlos Espinoza    | No      |         |         | Sí        |                   |               |            |
| Isaac Millán       | Sí      |         |         |           |                   |               |            |
| Omar Torresdey     | Sí      |         |         |           |                   |               |            |
| Rodolfo Ortíz      |         | Sí      |         |           |                   |               |            |
| Tania Soto         |         | Sí      |         |           |                   |               |            |
| Gonzalo Zazueta    | No      |         |         | Sí        |                   |               |            |
| Juan Carlos Alonso |         |         | No      | Sí        |                   |               |            |
| José Antonio Mejía | No      |         |         | Sí        |                   |               |            |
| Ricardo Bonilla    |         |         | No      | Sí        |                   |               |            |
| José Antonio Piña  |         |         | Sí      |           |                   |               |            |
| Alexander Baez     |         |         | Sí      |           |                   |               |            |
| Paul Olachea       |         |         | Sí      |           |                   |               |            |
| Jennifer García    |         | Sí      |         |           |                   |               |            |
| Roberto Rivas      |         | Sí      |         |           |                   |               |            |
| Celedonio Núñez    |         | Sí      |         |           |                   |               |            |
| José Borráz        | Sí      |         |         |           |                   |               |            |
| Georgina Medina    | Sí      |         |         |           |                   |               |            |
| Pierre David       | Sí      |         |         |           |                   |               |            |
| Luis Franco        | Sí      |         |         |           |                   |               |            |
| Josselyn Borráz    | Sí      |         |         |           |                   |               |            |
| Rafael Salinas     |         | Sí      |         |           |                   |               |            |
| Julio Sánchez      |         | Sí      |         |           |                   |               |            |
| Claudia Sánchez    |         |         | Sí      |           |                   |               |            |
| Eduardo Arroyo     |         |         | Sí      |           |                   |               |            |
| Armando Hernández  |         | Sí      |         |           |                   |               |            |
| Armando Fuentes    |         |         | Sí      |           |                   |               |            |
| Manuel Vásquez     |         | No      |         | Sí        |                   |               |            |

### Imitaciones
| Participante       | Programas           | Programas             | Programas        | Programas       | Programas         | Programas           | Programas        | Programas         | Programas           | Programas           | Programas         |
| Participante       | 1                   | 2                     | 3                | 4               | 5                 | 6                   | 7                | 8                 | 9                   | 10                  | Final             |
| ------------------ | ------------------- | --------------------- | ---------------- | --------------- | ----------------- | ------------------- | ---------------- | ----------------- | ------------------- | ------------------- | ----------------- |
| Jaime Joya         |                     | Juan Gabriel          |                  |                 |                   |                     |                  |                   |                     |                     |                   |
| Manuel Vásquez     |                     | Celia Cruz            |                  | Tina Turner     |                   |                     |                  |                   |                     |                     |                   |
| Roy Ramos          |                     |                       | Luis Miguel      |                 |                   | Diego Verdaguer     |                  | Raphael           | Vicente Fernández   | Alejandro Fernández | Luis Miguel       |
| Guillermo Bernal   |                     |                       | Joan Sebastian   | Ricardo Arjona  | Rigo Tovar        |                     |                  | Valentín Elizalde |                     | Pedro Fernández     |                   |
| Héctor Díaz        |                     |                       | Espinoza Paz     |                 | Marc Anthony      | Alejandro Fernández |                  |                   | Pepe Aguilar        | Marco Antonio Solís |                   |
| Armando Fuentes    |                     |                       | Jorge Falcón     |                 |                   |                     |                  |                   |                     |                     |                   |
| Claudia Sánchez    |                     |                       | Lupita D'Alessio |                 | Lucero            |                     |                  | Ana Gabriel       |                     |                     |                   |
| Eduardo Arroyo     |                     |                       | Mijares          |                 |                   |                     |                  |                   |                     |                     |                   |
| Armando Hernández  |                     | Lupillo Rivera        |                  |                 |                   |                     |                  |                   |                     |                     |                   |
| Rafael Salinas     |                     | Kalimba               |                  |                 |                   |                     | Michael Jackson  |                   |                     |                     |                   |
| Julio Sánchez      |                     | Enrique Guzmán        |                  |                 |                   |                     |                  |                   |                     |                     |                   |
| Nora Del Mar       |                     | Paquita la del Barrio |                  |                 |                   |                     |                  |                   |                     |                     |                   |
| Carlos Espinoza    | Pedro Infante       |                       |                  | Amanda Miguel   | David Bisbal      |                     |                  |                   | Andrea Bocelli      | Marta Sánchez       |                   |
| Josselyn Borráz    | Christina Aguilera  |                       |                  |                 |                   | Shakira             |                  |                   |                     |                     |                   |
| Marco Vinicio      | El Vitor            |                       |                  |                 |                   | Poncho Aurelio      |                  |                   |                     |                     | Juan José Origel  |
| Isaac Millán       | Marco Antonio Solís |                       |                  |                 |                   |                     |                  | Alexander Acha    | Raphael             | Jose Jose           |                   |
| Yessica Rosales    | Gloria Trevi        |                       |                  |                 |                   |                     |                  |                   |                     |                     | Ninel Conde       |
| Omar Torresdey     | José José           |                       |                  |                 |                   |                     |                  | Lucha Villa       | Agustín Lara        | Pedro Vargas        |                   |
| Juan Carlos Alonso |                     |                       | Roberto Carlos   |                 | Cuauhtémoc Blanco | Juanes              |                  |                   |                     |                     |                   |
| Ernesto Magos      |                     | Paquita la del Barrio |                  |                 |                   |                     |                  |                   |                     | Juan Gabriel        | Vicente Fernández |
| José Antonio Mejía | Alberto Vázquez     |                       |                  |                 | Paco Stanley      |                     | El Perro Bemúdez | Jorge Negrete     |                     |                     |                   |
| Ricardo Bonilla    |                     |                       | Resortes         |                 |                   |                     |                  |                   |                     |                     |                   |
| José Antonio Piña  |                     |                       | Pepe Aguilar     |                 |                   |                     |                  |                   |                     |                     |                   |
| Pavel Arámbula     |                     |                       | Thalía           |                 |                   |                     |                  |                   |                     |                     | Amanda Miguel     |
| Alexander Baez     |                     |                       | Raphael          |                 |                   |                     |                  | El Puma           |                     |                     |                   |
| Paul Olachea       |                     |                       | Elvis Presley    |                 |                   |                     |                  |                   |                     |                     |                   |
| Jennifer García    |                     | Alicia Villarreal     |                  |                 | Vicky Carr        | Angélica María      | Daniela Romo     |                   |                     |                     |                   |
| Rodolfo Ortíz      |                     | Aleks Syntek          |                  |                 |                   | Ricky Martin        |                  |                   | Alejandro Fernández | Emmanuel            |                   |
| Roberto Rivas      |                     | Pedro Fernández       |                  |                 |                   |                     |                  |                   |                     |                     |                   |
| Tania Soto         |                     | Jenni Rivera          |                  |                 |                   |                     |                  |                   |                     |                     |                   |
| Celedonio Núñez    |                     | Cantinflas            |                  |                 |                   |                     | La India María   |                   |                     |                     |                   |
| José Borráz        | Ricardo Montaner    |                       |                  |                 | Nelson Ned        |                     | Carmen Salinas   |                   |                     |                     |                   |
| Georgina Medina    | Belinda             |                       |                  |                 |                   |                     |                  |                   |                     |                     |                   |
| Pierre David       | Mario Domm          |                       |                  |                 |                   | Armando Manzanero   |                  |                   |                     |                     |                   |
| Luis Franco        | Adal Ramones        |                       |                  |                 |                   |                     |                  |                   |                     |                     |                   |
| Gonzalo Zazueta    | Vicente Fernández   |                       |                  | Cristian Castro |                   |                     | Jose Jose        |                   | Héctor Sandarti     | Laura León          |                   |

### Seguimiento
Etapa 1
| Presentaciones: Programa 1 (15 de enero de 2012) | Presentaciones: Programa 1 (15 de enero de 2012)  | Presentaciones: Programa 1 (15 de enero de 2012) |
| Capitán                                          | Participante / Artista a imitar                   | Resultado                                        |
| ------------------------------------------------ | ------------------------------------------------- | ------------------------------------------------ |
| Angélica Vale                                    | Angélica Yaressi / Danna Paola (Atrévete a soñar) | Eliminada                                        |
| Angélica Vale                                    | Josselyn Borráz / Christina Aguilera              | Clasificada                                      |
| Pierre Angelo                                    | José Borraz / Ricardo Montaner                    | Clasificado                                      |
| Pierre Angelo                                    | Antonio Mejía / Alberto Vásquez                   | Eliminado                                        |
| Pierre Angelo                                    | Carlos Espinoza / Pedro Infante                   | Eliminado                                        |
| Pierre Angelo                                    | Luis Franco / Adal Ramones                        | Clasificado                                      |
| Angélica Vale                                    | Omar Torresdey / José José                        | Clasificado                                      |
| Angélica Vale                                    | José Ordoñez / José José                          | Eliminado                                        |
| Angélica Vale                                    | Alfonso Campa / Gaspar Henaine                    | Eliminado                                        |
| Angélica Vale                                    | Marco Vinicio / El Vitor                          | Clasificado                                      |
| Pierre Angelo                                    | Alma Delia Sánchez / Ana Gabriel                  | Eliminada                                        |
| Pierre Angelo                                    | Georgina Medina / Belinda                         | Clasificada                                      |
| Angélica Vale                                    | Gonzalo Zazueta / Vicente Fernández               | Eliminado                                        |
| Angélica Vale                                    | Isaac Millán / Marco Antonio Solís                | Clasificado                                      |
| Pierre Angelo                                    | Pierre David / Mario Domm                         | Clasificado                                      |
| Pierre Angelo                                    | Roberto Ayala / Joan Sebastian                    | Eliminado                                        |
| Angélica Vale                                    | Yessica Rosales / Gloria Trevi                    | Clasificada                                      |
| Angélica Vale                                    | Heidy Rodríguez / Lucero                          | Eliminada                                        |

| Presentaciones: Programa 2 (22 de enero de 2012) | Presentaciones: Programa 2 (22 de enero de 2012) | Presentaciones: Programa 2 (22 de enero de 2012) |
| Capitán                                          | Participante / Artista a imitar                  | Resultado                                        |
| ------------------------------------------------ | ------------------------------------------------ | ------------------------------------------------ |
| Pierre Angelo                                    | Jennifer García / Alicia Villarreal              | Clasificada                                      |
| Pierre Angelo                                    | Viridiana Valadez / Lady Gaga                    | Eliminada                                        |
| Angélica Vale                                    | Miguel González / Michael Jackson                | Eliminado                                        |
| Angélica Vale                                    | Julio Sánchez / Enrique Guzmán                   | Clasificado                                      |
| Pierre Angelo                                    | Roberto Rivas / Pedro Fernández                  | Clasificado                                      |
| Pierre Angelo                                    | Christian Islas / Miguel Bosé                    | Eliminado                                        |
| Angélica Vale                                    | Ernesto "Magos" Martínez / Paquita la del Barrio | Eliminado                                        |
| Angélica Vale                                    | Nora del Mar / Paquita la del Barrio             | Clasificada                                      |
| Pierre Angelo                                    | Celedonio Núñez / Cantinflas                     | Clasificado                                      |
| Pierre Angelo                                    | Ricardo Maldonado / Clavillazo                   | Eliminado                                        |
| Angélica Vale                                    | Armando Hernández / Lupillo Rivera               | Clasificado                                      |
| Angélica Vale                                    | Manuel Vázquez / Celia Cruz                      | Eliminado                                        |
| Angélica Vale                                    | Javier Guerrero / Emmanuel                       | Eliminado                                        |
| Angélica Vale                                    | Rafael Salinas / Kalimba                         | Clasificado                                      |
| Pierre Angelo                                    | Miguel Guerrero / Enrique Bunbury                | Eliminado                                        |
| Pierre Angelo                                    | Rodolfo Ortiz / Aleks Syntek                     | Clasificado                                      |
| Pierre Angelo                                    | Rubí / Laura León                                | Eliminada                                        |
| Pierre Angelo                                    | Tania Soto / Jenni Rivera                        | Clasificada                                      |
| Angélica Vale                                    | Yamira López / Selena                            | Eliminada                                        |
| Angélica Vale                                    | Jaime "Joya" Varela / Juan Gabriel               | Clasificado                                      |

| Presentaciones: Programa 3 (29 de enero de 2012) | Presentaciones: Programa 3 (29 de enero de 2012) | Presentaciones: Programa 3 (29 de enero de 2012) |
| Capitán                                          | Participante / Artista a imitar                  | Resultado                                        |
| ------------------------------------------------ | ------------------------------------------------ | ------------------------------------------------ |
| Pierre Angelo                                    | Jonathan Hernández / Elvis Presley               | Eliminado                                        |
| Pierre Angelo                                    | Paul Olachea / Elvis Presley                     | Clasificado                                      |
| Angélica Vale                                    | Armando Fuentes / Jorge Falcón                   | Clasificado                                      |
| Angélica Vale                                    | Eduardo Hernández / Carlos Villagrán (Quico)     | Eliminado                                        |
| Pierre Angelo                                    | Guillermo Bernal / Joan Sebastian                | Eliminado                                        |
| Pierre Angelo                                    | José Antonio Piña / Pepe Aguilar                 | Clasificado                                      |
| Angélica Vale                                    | Claudia Sánchez / Lupita D'Alessio               | Clasificada                                      |
| Angélica Vale                                    | Mariana Torres / Shakira                         | Eliminada                                        |
| Pierre Angelo                                    | Josefina López / Alejandra Guzmán                | Eliminada                                        |
| Pierre Angelo                                    | Alexander Báez / Raphael                         | Clasificado                                      |
| Pierre Angelo                                    | Eduardo Arroyo / Mijares                         | Clasificado                                      |
| Pierre Angelo                                    | Juan Carlos Alonso / Roberto Carlos              | Eliminado                                        |
| Angélica Vale                                    | Roy Ramos / Luis Miguel                          | Clasificado                                      |
| Angélica Vale                                    | Luis Pineda / Luis Miguel                        | Eliminado                                        |
| Angélica Vale                                    | Héctor "Kino" Díaz / Espinoza Paz                | Clasificado                                      |
| Angélica Vale                                    | Emanuell Mercado / Alejandro Fernández           | Eliminado                                        |
| Pierre Angelo                                    | Pavel Arámbula / Thalía                          | Clasificado                                      |
| Pierre Angelo                                    | Norma Valdéz / Rocío Dúrcal                      | Eliminada                                        |

Repechaje
| Presentaciones: Programa 4 (5 de febrero de 2012) | Presentaciones: Programa 4 (5 de febrero de 2012) | Presentaciones: Programa 4 (5 de febrero de 2012) |
| Capitán                                           | Participante / Artista a imitar                   | Resultado                                         |
| ------------------------------------------------- | ------------------------------------------------- | ------------------------------------------------- |
| Pierre Angelo                                     | José Ernesto "Magos" Martínez / Vicente Fernández | Clasificado                                       |
| Angélica Vale                                     | Carlos Espinoza / Amanda Miguel                   | Clasificado                                       |
| Pierre Angelo                                     | Miguel González / Michael Jackson                 | Eliminado                                         |
| Pierre Angelo                                     | Juan Carlos Alonso / Chico Che                    | Clasificado                                       |
| Angélica Vale                                     | Guillermo Bernal / Ricardo Arjona                 | Clasificado                                       |
| Angélica Vale                                     | Antonio Mejía / José Alfredo Jiménez              | Eliminado                                         |
| Pierre Angelo                                     | Gonzalo Zazueta / Cristian Castro                 | Clasificado                                       |
| Angélica Vale                                     | Manuel Vázquez / Tina Turner                      | Clasificado                                       |
| Pierre Angelo                                     | José Antonio Mejía / José Alfredo Jiménez         | Clasificado                                       |

| Presentaciones: Programa 5 (12 de febrero de 2012) | Presentaciones: Programa 5 (12 de febrero de 2012) | Presentaciones: Programa 5 (12 de febrero de 2012) |
| -------------------------------------------------- | -------------------------------------------------- | -------------------------------------------------- |

## Segunda Temporada (2013)
- 14 de abril de 2013 - 21 de julio de 2013

### Capitanes
En esta temporada, cada participante se encuentra en un equipo capitaneado por dos reconocidas figuras de televisión. 
Estas personas son las siguientes:
| Jurado        | Profesión                                            |
| ------------- | ---------------------------------------------------- |
| Angélica Vale | Actriz, comediante, escritora, cantante e imitadora. |
| Julio Sabala  | Comediante e imitador.                               |

### Críticos
Las actuaciones de los participantes son valoradas por un jurado profesional compuesto habitualmente de cuatro personas, que a veces se ve reforzado por los invitados del programa. Los componentes del jurado o críticos son:
 Críticos oficiales 
| Jurado           | Profesión                                                     |
| ---------------- | ------------------------------------------------------------- |
| Gilberto Gless   | Imitador profesional, compositor y cantante.                  |
| Amanda Miguel    | Cantante.                                                     |
| Juan José Origel | Conductor, periodista y apasionado del mundo del espectáculo. |
| Carmen Salinas   | Actriz e imitadora.                                           |

Críticos invitados
| Jurado                       | Profesión                                                                                      |
| ---------------------------- | ---------------------------------------------------------------------------------------------- |
| Ariel Miramontes (Albertano) | Actor, estuvo de jurado suplente por dos programas.                                            |
| María José                   | Cantante, estuvo de jurado suplente por un programa.                                           |
| Alma Cero (Rosa Aurora)      | Actriz, estuvo de jurado suplente por Juan José Origel en la primera parte del programa final. |
| Adrián Uribe                 | Comediante, actor y presentador; estuvo de jurado especial en la gran final                    |
| Arath de la Torre            | Actor y presentador, estuvo de jurado especial en la gran final.                               |
| Roxana Castellanos           | Comediante, actriz y presentadora; estuvo de jurado especial en la gran final.                 |

### Directores de escena
Las actuaciones de los participantes son preparados por director profesionales que los ayudan para salir a escena. Estos directores son los siguientes:
| Jurado            | Profesión |
| ----------------- | --- |
| Samia             | Imitadora, estuvo en la Primera Temporada de Parodiando. También participó en Parodiando 2 solamente por 3 semanas, fue despedida por maltrato a los Parodiadores. |
| Alejandro Herrera | Comediante, estuvo en los 3 siguientes programas después de la salida de Samia, salió por mal desempeño como director.                                             |
| Israel Jaitovich  | Actor, escritor, cómico y productor. |
| Mauricio Castillo | Actor, escritor, cómico, productor y locutor. |

### Estadísticas Semanales
| – Ganador. – Finalista Eliminado. Sí – El participante es elegido para ser parte del programa. No – El participante no es elegido para ser parte del programa. – El participante gana su batalla y continúa en el programa. | – El participante pierde su batalla y queda eliminado. – El participante gana el duelo de muerte súbita y pasa a la gran final. – El participante pierde el duelo de muerte súbita y no pasa a la gran final. |

| Participante       | Casting | Casting | Casting | Casting   | Casting           | Casting       | Casting    |
| Participante       | 1       | 2       | 3       | Repechaje | Guerra de Equipos | Muerte Súbita | Gran Final |
| ------------------ | ------- | ------- | ------- | --------- | ----------------- | ------------- | ---------- |
| Carlos Bardelli    | Sí      |         |         |           |                   |               | Ganador    |
| Gonzalo Zazueta    |         | Sí      |         |           |                   |               | Eliminado  |
| Pepe Caravelli     | No      |         |         | Sí        |                   |               | Eliminado  |
| Carlos Donald      | Sí      |         |         |           |                   |               | Eliminado  |
| David Vázquez      |         | Sí      |         |           |                   |               | Eliminado  |
| Roberto del Llano  | No      |         |         | Sí        |                   |               | Eliminado  |
| José Antonio Mejía |         | Sí      |         |           |                   |               | Eliminado  |
| Christopher Alegh  | Sí      |         |         |           |                   |               | Eliminado  |
| Pierre Sansores    | Sí      |         |         |           |                   |               | Eliminado  |
| Pavel Arámbula     | Sí      |         |         |           |                   |               | Eliminado  |
| Karla Delfín       | Sí      |         |         |           |                   |               |            |
| José Antonio Luna  | Sí      |         |         |           |                   |               |            |
| José Márquez       | No      |         |         | Sí        |                   |               |            |
| Hugo Zarco         |         | Sí      |         |           |                   |               |            |
| Roy Ramos          | Sí      |         |         |           |                   |               |            |
| Nabor Rafael       | No      |         |         | Sí        |                   |               |            |
| Yessica Rosales    |         | Sí      |         |           |                   |               |            |
| Axel Mares         |         | Sí      |         |           |                   |               |            |
| Julio César Vega   |         | No      |         | Sí        |                   |               |            |
| Pilar Guzmán       |         |         | No      | Sí        |                   |               |            |
| Luis Martínez      |         | Sí      |         |           |                   |               |            |
| Jaime Joya         |         |         | Sí      |           |                   |               |            |
| Martha Menéndez    |         | No      |         | Sí        |                   |               |            |
| Ernesto Magos      |         |         | Sí      |           |                   |               |            |
| Josué Capetillo    |         | No      |         | Sí        |                   |               |            |
| Marisol Vázquez    | Sí      |         |         |           |                   |               |            |
| Leonor Vargas      |         |         | Sí      |           |                   |               |            |
| Rebecca Maiellano  |         |         | Sí      |           |                   |               |            |
| Naomi Moreno       |         | Sí      |         |           |                   |               |            |
| Celedonio Núñez    | Sí      |         |         |           |                   |               |            |
| Ramsés Valencia    |         |         | No      | Sí        |                   |               |            |
| Juan Carlos Alonso |         | Sí      |         |           |                   |               |            |
| Kino Díaz          |         |         | No      | Sí        |                   |               |            |
| Elvis Sánches      |         |         | Sí      |           |                   |               |            |
| Lorena Rodríguez   |         |         | Sí      |           |                   |               |            |
| Miguel Ángel Duran |         | Sí      |         |           |                   |               |            |

### Participantes
| Nº | Concursante | Artista Imitado |
| -- | --- | --- |
| 1  | México - Carlos Bardelli | Pedro Infante, Amanda Miguel, José José, Frank Sinatra, Raúl Vale, Julio Iglesias, Pimpinela, Valentin Elizalde, Don Francisco, Luis Miguel y Diego Verdaguer           |
| 2  | México - Gonzalo Zazueta | Cristian Castro, Joaquín López Dóriga, José José, Juan Gabriel, Héctor Sandarti, Julio Sabala, Gilberto Gless, Vicente Fernández (voz) y Roberto Carlos (voz)           |
| 3  | México - Carlos Donald | Placido Domingo, Luciano Pavarotti, Jorge Negrete, Pedro Infante, Andrea Bocelli, Piporro, Alberto Vázquez, Raphael, Vicente Fernández y Paquita la del Barrio          |
| 4  | México - Pepe Caravelli | Francisco Céspedes, Emmanuel, Carmen Salinas, Manuel Mijares, José José y José Feliciano                                                                                |
| 5  | México - David Vázquez | Fher Olvera (Maná), Jose Angel Arriaga (Amores Verdaderos), Raphael, "La Máscara", Ricardo Arjona, Pedro Vargas, Miguel Bosé, Resortes y Juan José "Pepillo" Origel     |
| 6  | México - Roberto de Llano | Luciano Pavarotti, Enrique Guzmán, Diego "El Cigala", Vicente Fernández, Celia Cruz, Rigo Tovar, Marcel Marceau, Agustín Lara y Vikki Carr                              |
| 7  | México - Tony Mejía | Nelson Ned, Alberto Vázquez, Jorge Negrete, Marco Antonio Muñiz, Enrique "Perro" Bermúdez, José José y Armando Manzanero                                                |
| 8  | México - Christopher Escobedo | David Bisbal, Pedro Fernández y Alejandro Fernández |
| 9  | México - Pierre David | Vicente Fernández, Alejandra Guzmán, Espinoza Paz, Armando Manzanero, Kalimba, Marco Antonio Solís, "Pinocho", Pedro Fernández, Leonardo Favio, Nelson Ned y Mario Domm |
| 10 | México - Pavel Arambula | Thalía, Lucero, Laura León, Marisela, María Félix y Ricardo Montaner |
| 11 | México - Karla Delfín | Denisse Guerrero (Belanova), Edith Márquez, Ana Bárbara, Doña Lucha, Marta Sánchez, Chabelo, Alejandro Fernández, Angélica Vale y Lupita D'Alessio                      |
| 12 | México - José Antonio Luna | Lupe Esparza (Bronco), Antonio Aguilar, Lupillo Rivera, Vicente Fernández, Paquita la del Barrio y Pepe Aguilar                                                         |
| 13 | México - José Márquez | Michael Jackson, Guzman (Amores Verdaderos), Clavillazo, Laura León y Cepillín                                                                                          |
| 14 | México - Hugo Zarco | Alex Lora, Ricardo Montaner, "La Gargola" y Ana Gabriel |
| 15 | México - Roy Ramos | Luis Miguel, Stevie Wonder, José José, Camilo Sesto, Gene Simmons (Kiss), Diego Verdaguer, Elvis Presley, Emmanuel, Vicente Fernández y José Alfredo Jiménez            |
| 16 | México - Nabor Rafael | Johnny Laboriel, Romeo Santos y Michael Jackson |
| 17 | México - Yesica Rosales | Paulina Rubio, Victoria (Amores Verdaderos) Gloria Trevi y Ivoone (Flans)                                                                                               |
| 18 | México - Axel Mares | Albertano, Rubén Albarrán (Café Tacuba), el Lonje Moco, René "Residente" Pérez (Calle 13) y La India María                                                              |
| 19 | México - Julio Cesar Vega | Armando Manzanero, Guzman (Amores Verdaderos), Vicente Fernández (Voz) y Juan Gabriel (Voz)                                                                             |
| 20 | Puerto Rico - Pilar Guzmán | Christina Aguilera y Lady Gaga |
| 21 | México - Freddy Lobo | Los Tigres del Norte (Jorge Hernández y Hernán Hernández), Reyli Barba, Juan Gabriel, Alejandro Fernández y Javier Solís                                                |
| 22 | México - Jaime Joya | Oscar D'León, Juan Gabriel y Lucha Villa |
| 23 | México - Martha Menendez | La India Maria, Victoria (Amores Verdaderos), Margarita "La Diosa de la Cumbia", Lupita D'Alessio y Vicky Carr                                                          |
| 24 | México - Ernesto Magos | Paquita la del Barrio, Jose Alfredo Jiménez, Lola Beltrán, Pepe Aguilar, Vicente Fernández, Juan Gabriel y "Shueko" (Shrek)                                             |
| 25 | México - Josue Capetillo | Angelica Maria |
| 26 | México - Marisol Vazquez | Amanda Miguel, Ana Gabriel, Vikki Carr y Rocío Dúrcal |
| 27 | Perú - Leonor Vargas | Gloria Trevi, Nikki (Amores Verdaderos) y Selena |
| 28 | Venezuela - Rebeca Maillelano | Shakira y Kendra (Amores Verdaderos) |
| 29 | México - Naomi Kleit | María José, Natalia Jiménez, Belinda, Ana Torroja y Ilse (Flans) |
| 30 | México - Celedonio Nuñez | Tin Tan, Charles Chaplin, Cantinflas , Clavillazo y Julio Sabala |
| 31 | Venezuela - Ramses Valencia | Chayanne y José Angel Arriaga (Amores Verdaderos) |
| 32 | México - Juan Carlos Alonso | Mijares, Cuauhtémoc Blanco y Chico Che |
| 33 | México - Kino Diaz | Alejandro Sanz, Pepe Aguilar, César Costa, Joan Sebastian y Eduardo Hernández (Los Tigres del Norte)                                                                    |
| 34 | Perú - Elvis Sánchez | Ana Gabriel Polita (Amores Verdaderos) y Celine Dion |
| 35 | Argentina - Lorena Rodríguez | Julieta Venegas y Shakira |
| 36 | México - Miguel Duran - NOTAS: Ganador Finalista (llegaron Hasta la final). Eliminado (a) en la muerte súbita. Eliminado (a) en la guerra de Equipos. | |

## Parodiando, Noches de Traje (2015)
Los Famosos y sus Invitados nos sorprenderán con su talento en cada reto. Los Capitanes deberán responder la pregunta  "¿Y tu que Trajiste?".
3 equipos con 2 capitanes y 6 Parodiadores, los Jueces determinaran a los sentenciados de cada reto. En caso de que un capitán se quede con solo 2 parodiadores automáticamente queda eliminado y sus integrantes se van a los otros equipos.
Los participantes que no ganen el duelo automáticamente van a purgatorio donde estarán sentenciados y sólo podrán ser salvados por el voto del público.
Cada semana los 3 equipos se enfrentaran en diferentes retos :
- Reto de Parodia
- Reto de Imitación
- Play Back
- Trenecito de Imitación

### Capitanes
Cada participante se encuentra en un equipo capitaneado por tres reconocidas figuras de televisión. Estas personas son las siguientes:
| Capitán           | Profesión                                        |
| ----------------- | ------------------------------------------------ |
| Israel Jaitovich  | Actor, Conductor y Comediante                    |
| Mauricio Castillo | Escritor, Actor, Locutor, Imitador y comediante. |
| Facundo Gómez     | Comediante, actor y conductor.                   |

### Co-capitanes
Los capitanes son acompañados por 3 co-capitanes. Ambos dirigen a sus equipos y parodiadores. Ellos son:
| Co-capitán                 | Profesión                                                                                 |
| -------------------------- | ----------------------------------------------------------------------------------------- |
| Edson Zuñiga, "El Norteño" | Comediante. Estuvo en el equipo de Israel Jaitovich por las primeras 4 semanas.           |
| Eduardo "Lalo" Manzano     | Comediante, locutor y conductor. Está en el equipo de Jaitovich desde el quinto programa. |
| Jesús Guzmán               | Actor de doblaje y comediante. Está en el equipo de Mauricio Castillo.                    |
| Luisito Rey                | Youtuber y comediante. Está en el equipo de Facundo Gómez.                                |

### Jurado
Los jurados determinaran quien de los parodiadores gana el duelo y quienes serán los que esten sentenciados en el purgatorio.
| Jurado         | Profesión                                    |
| -------------- | -------------------------------------------- |
| César Bono     | Comediante y actor.                          |
| Adrián Uribe   | Comediante, actor y conductor.               |
| Amanda Miguel  | Cantante.                                    |
| Gilberto Gless | Imitador profesional, compositor y cantante. |
| Julio Sabala   | Imitador profesional.                        |

### Participantes
Capitan ganador
      Capitan en 2º lugar.
      Capitan Eliminado/ 3º lugar.
      Por Definir
   Participante ganador.
   Participante eliminado
  Participante Finalista. 
| Temporada | Capitanes | Capitanes                                                                          | Capitanes |
| Temporada | Israel Jaitovich | Mauricio Castillo                                                                  | Facundo Gómez |
| --------- | --- | ---------------------------------------------------------------------------------- | --- |
| 3         | Axel Mares Alfredo Domínguez Gabriel Torres Miguel Aguirre Jaime "Joya" Varela Josselyn Borraz Karla Delfín David Vázquez Ana Maldonado Adrian López | Tomás Galván Yasmín Garrido Denis Mares Carlos Donald Brayan Álvarez "Manuel José" | Pavel Arambula Francisco Castro Yessica Rosales Pierre David Gonzalo Zazueta Alejandro Bejar Verónica Linares Guillermo Bernal Roberto de Llano Kevyn Contreras |

| Nº | Concursante | Artista Imitado |
| -- | --- | --- |
| 1  | México - Carlos Bardelli | Pedro Infante, Amanda Miguel, José José, Frank Sinatra, Raúl Vale, Julio Iglesias, Pimpinela, Valentin Elizalde, Don Francisco, Luis Miguel y Diego Verdaguer           |
| 2  | México - Gonzalo Zazueta | Cristian Castro, Joaquín López Dóriga, José José, Juan Gabriel, Héctor Sandarti, Julio Sabala, Gilberto Gless, Vicente Fernández (voz) y Roberto Carlos (voz)           |
| 3  | México - Carlos Donald | Placido Domingo, Luciano Pavarotti, Jorge Negrete, Pedro Infante, Andrea Bocelli, Piporro, Alberto Vázquez, Raphael, Vicente Fernández y Paquita la del Barrio          |
| 4  | México - Pepe Caravelli | Francisco Céspedes, Emmanuel, Carmen Salinas, Manuel Mijares, José José y José Feliciano                                                                                |
| 5  | México - David Vázquez | Fher Olvera (Maná), Jose Angel Arriaga (Amores Verdaderos), Raphael, "La Máscara", Ricardo Arjona, Pedro Vargas, Miguel Bosé, Resortes y Juan José "Pepillo" Origel     |
| 6  | México - Roberto de Llano | Luciano Pavarotti, Enrique Guzmán, Diego "El Cigala", Vicente Fernández, Celia Cruz, Rigo Tovar, Marcel Marceau, Agustín Lara y Vikki Carr                              |
| 7  | México - Tony Mejía | Nelson Ned, Alberto Vázquez, Jorge Negrete, Marco Antonio Muñiz, Enrique "Perro" Bermúdez, José José y Armando Manzanero                                                |
| 8  | México - Christopher Escobedo | David Bisbal, Pedro Fernández y Alejandro Fernández |
| 9  | México - Pierre David | Vicente Fernández, Alejandra Guzmán, Espinoza Paz, Armando Manzanero, Kalimba, Marco Antonio Solís, "Pinocho", Pedro Fernández, Leonardo Favio, Nelson Ned y Mario Domm |
| 10 | México - Pavel Arambula | Thalía, Lucero, Laura León, Marisela, María Félix y Ricardo Montaner |
| 11 | México - Karla Delfín | Denisse Guerrero (Belanova), Edith Márquez, Ana Bárbara, Doña Lucha, Marta Sánchez, Chabelo, Alejandro Fernández, Angélica Vale y Lupita D'Alessio                      |
| 12 | México - José Antonio Luna | Lupe Esparza (Bronco), Antonio Aguilar, Lupillo Rivera, Vicente Fernández, Paquita la del Barrio y Pepe Aguilar                                                         |
| 13 | México - José Márquez | Michael Jackson, Guzman (Amores Verdaderos), Clavillazo, Laura León y Cepillín                                                                                          |
| 14 | México - Hugo Zarco | Alex Lora, Ricardo Montaner, "La Gargola" y Ana Gabriel |
| 15 | México - Roy Ramos | Luis Miguel, Stevie Wonder, José José, Camilo Sesto, Gene Simmons (Kiss), Diego Verdaguer, Elvis Presley, Emmanuel, Vicente Fernández y José Alfredo Jiménez            |
| 16 | México - Nabor Rafael | Johnny Laboriel, Romeo Santos y Michael Jackson |
| 17 | México - Yesica Rosales | Paulina Rubio, Victoria (Amores Verdaderos) Gloria Trevi y Ivoone (Flans)                                                                                               |
| 18 | México - Axel Mares | Albertano, Rubén Albarrán (Café Tacuba), el Lonje Moco, René "Residente" Pérez (Calle 13) y La India María                                                              |
| 19 | México - Julio Cesar Vega | Armando Manzanero, Guzman (Amores Verdaderos), Vicente Fernández (Voz) y Juan Gabriel (Voz)                                                                             |
| 20 | Puerto Rico - Pilar Guzmán | Christina Aguilera y Lady Gaga |
| 21 | México - Freddy Lobo | Los Tigres del Norte (Jorge Hernández y Hernán Hernández), Reyli Barba, Juan Gabriel, Alejandro Fernández y Javier Solís                                                |
| 22 | México - Jaime Joya | Oscar D'León, Juan Gabriel y Lucha Villa |
| 23 | México - Martha Menendez | La India Maria, Victoria (Amores Verdaderos), Margarita "La Diosa de la Cumbia", Lupita D'Alessio y Vicky Carr                                                          |
| 24 | México - Ernesto Magos | Paquita la del Barrio, Jose Alfredo Jiménez, Lola Beltrán, Pepe Aguilar, Vicente Fernández, Juan Gabriel y "Shueko" (Shrek)                                             |
| 25 | México - Josue Capetillo | Angelica Maria |
| 26 | México - Marisol Vazquez | Amanda Miguel, Ana Gabriel, Vikki Carr y Rocío Dúrcal |
| 27 | Perú - Leonor Vargas | Gloria Trevi, Nikki (Amores Verdaderos) y Selena |
| 28 | Venezuela - Rebeca Maillelano | Shakira y Kendra (Amores Verdaderos) |
| 29 | México - Naomi Kleit | María José, Natalia Jiménez, Belinda, Ana Torroja y Ilse (Flans) |
| 30 | México - Celedonio Nuñez | Tin Tan, Charles Chaplin, Cantinflas , Clavillazo y Julio Sabala |
| 31 | Venezuela - Ramses Valencia | Chayanne y José Angel Arriaga (Amores Verdaderos) |
| 32 | México - Juan Carlos Alonso | Mijares, Cuauhtémoc Blanco y Chico Che |
| 33 | México - Kino Diaz | Alejandro Sanz, Pepe Aguilar, César Costa, Joan Sebastian y Eduardo Hernández (Los Tigres del Norte)                                                                    |
| 34 | Perú - Elvis Sánchez | Ana Gabriel Polita (Amores Verdaderos) y Celine Dion |
| 35 | Argentina - Lorena Rodríguez | Julieta Venegas y Shakira |
| 36 | México - Miguel Duran - NOTAS: Ganador Finalista (llegaron Hasta la final). Eliminado (a) en la muerte súbita. Eliminado (a) en la guerra de Equipos. | |

## Adaptaciones
- Telefuturo en Paraguay compró los derechos para realizar Parodiando (Paraguay).